# Leontodon
Leontodon es un género de plantas herbáceas de la familia Asteraceae. Comprende cerca de 400 especies descritas y de estas, solo unas 80 aceptadas.

## Distribución
Aunque esencialmente naturales de Eurasia y norte de África, las especies se han extendido por otros países, entre ellos Estados Unidos, Australia y Nueva Zelanda.

## Taxonomía
El género fue descrito por Carlos Linneo y publicado en Species Plantarum, vol. 2, p. 798–799, 1753, y su descripción ampliada y precisada en Genera Plantarum, nº817, p. 349 , 1754. La especie tipo es Leontodon hispidus.
Etimología
- Leontodon: compuesto por las palabras griegas λέων "león", y ὀδούς "diente", en alusión a sus hojas dentadas.[4]

## Especies aceptadas
- Véase: Anexo:Lista de especies de Leontodon